# Купстас, Александр Иосифович
Александр Иосифович Купстас (лит. Aleksandras Vytautas Kupstas; 27 июля 1898, Вилькомирский уезд, Ковенская губерния, Российская империя — 3 декабря 1964, Каунас, Литовская ССР) — литовский советский театральный деятель, актёр театра, театральный режиссёр

, театральный педагог. Заслуженный артист Литовской ССР (1948).

## Биография
Жил в Москве. В 1917 году учился в театральной студии Музиля. В 1919 году окончил фармацевтический факультет Московского университета.
В 1918—1920 годах — один из активных участников Пролеткульта, затем в 1920—1922 годах был актёром Драматической студии имени Ф. И. Шаляпина. Гастролировал с ней по городам России.
В 1940—1958 года преподавал в различных театральных студиях.
Создал на сцене более 200, в основном, ярких характерных ролей. С 1944 года занимаелтся режиссёрской деятельностью. Поставил пьесы «Мещане» Горького (1946), «Тартюф, или Обманщик» Мольера (1946), «За тех, кто в море!» Б. Лавренёва (1947), «Лисички» Л.Хелман; оперетты «Свадьба в Малиновке» Б. А. Александрова, «Гаспарон» Миллёкера, «Кето и Котэ» В. И. Долидзе и др.
Творчеству А. Купстас были присущи лиризм.
Похоронен на Петрашюнском кладбище Каунаса.

## Избранные театральные роли
- Торольф («Северные богатыри» Ибсена, 1925),
- Дон Карлос (о.п. Шиллера, 1931),
- Колечко («Сын народа» Германа, 1940) и др.